# 黄盖湖
黄盖湖是一个位于中国湖北赤壁市和湖南临湘市交界处的浅水湖泊，属于洞庭湖水系。面积约为87.2平方千米。
黄盖湖主要接收潭河和新店河的水流，通过鸭棚口河注入长江。湖泊流域面积达到1538平方公里。流域内的土地利用类型以耕地和林地为主。常年水深为3~6米，平均水深为4.8米。